# Oscar Omar Aparicio Céspedes
Oscar Omar Aparicio Céspedes (26 de setembro de 1959) é um arcebispo católico que exerce seu ministério episcopal na Arquidiocese de Cochabamba na Bolívia, nomeado pelo Papa Francisco em 24 de setembro de 2014.

## Biografia
Oscar Omar Aparicio Céspedes é natural de La Paz, Bolívia. Em 1982, iniciou sua formação sacerdotal e os estudos filosóficos e teológicos no Seminário Maior San Jerónimo de La Paz e, em 29 de novembro de 1987, recebeu a ordenação sacerdotal.
Entre 1988 e 1989, foi pároco em Huarina e formador no Seminário Maior San Jerónimo. De 1990 a 1992, serviu como formador no Seminário Maior Nacional San José em Cochabamba. Em seguida, frequentou o curso de teologia da Pontifícia Universidade Gregoriana de Roma, Itália (1992-1994) e obteve licenciatura em teologia dogmática.
De volta à Bolívia, foi nomeado pároco da Paróquia San Antonio em La Paz (1994-1995); em seguida, foi formador no Seminário Maior San Jerónimo, diretor espiritual (1996-1997) e reitor do mesmo seminário (1998-2002).
Em 29 de maio de 2002, foi nomeado bispo titular de Cítio e auxiliar da Arquidiocese de La Paz. Recebeu a sagração episcopal em 25 de julho seguinte, das mãos do arcebispo Dom Edmundo Luis Flavio Abastoflor Montero, auxiliado por Dom Ivo Scapolo, núncio apostólico, e por Dom Frei Gonzalo Ramiro Del Castillo Crespo, OCD, ordinário militar. Dom Oscar viria a suceder a este último em suas funções em 4 de abril de 2012. Anteriormente, em 2009, sucedera Dom Jesús Juárez Párraga, SDB, como secretário geral da Conferência Episcopal Boliviana. Em dezembro de 2012, foi eleito presidente da conferência, em substituição ao cardeal Dom Julio Terrazas Sandoval, CSsR, e ocupou o cargo por três anos.
O Papa Francisco elevou-o a arcebispo metropolita de Cochabamba em 24 de setembro de 2014, em substituição a Dom Tito Solari Capellari, SDB, que renunciara por idade. Tomou posse em 20 de janeiro do ano seguinte. Ainda em 2015, findou seu mandato como presidente da CEB, mas continuou na gerência do órgão, trocando de cargo com Dom Ricardo Ernesto Centellas Guzmán, este presidente e ele, vice, até 2021.